# Campanula peregrina
Campanula peregrina är en klockväxtart som beskrevs av Carl von Linné. Campanula peregrina ingår i släktet blåklockor, och familjen klockväxter. Inga underarter finns listade i Catalogue of Life.

## Bildgalleri

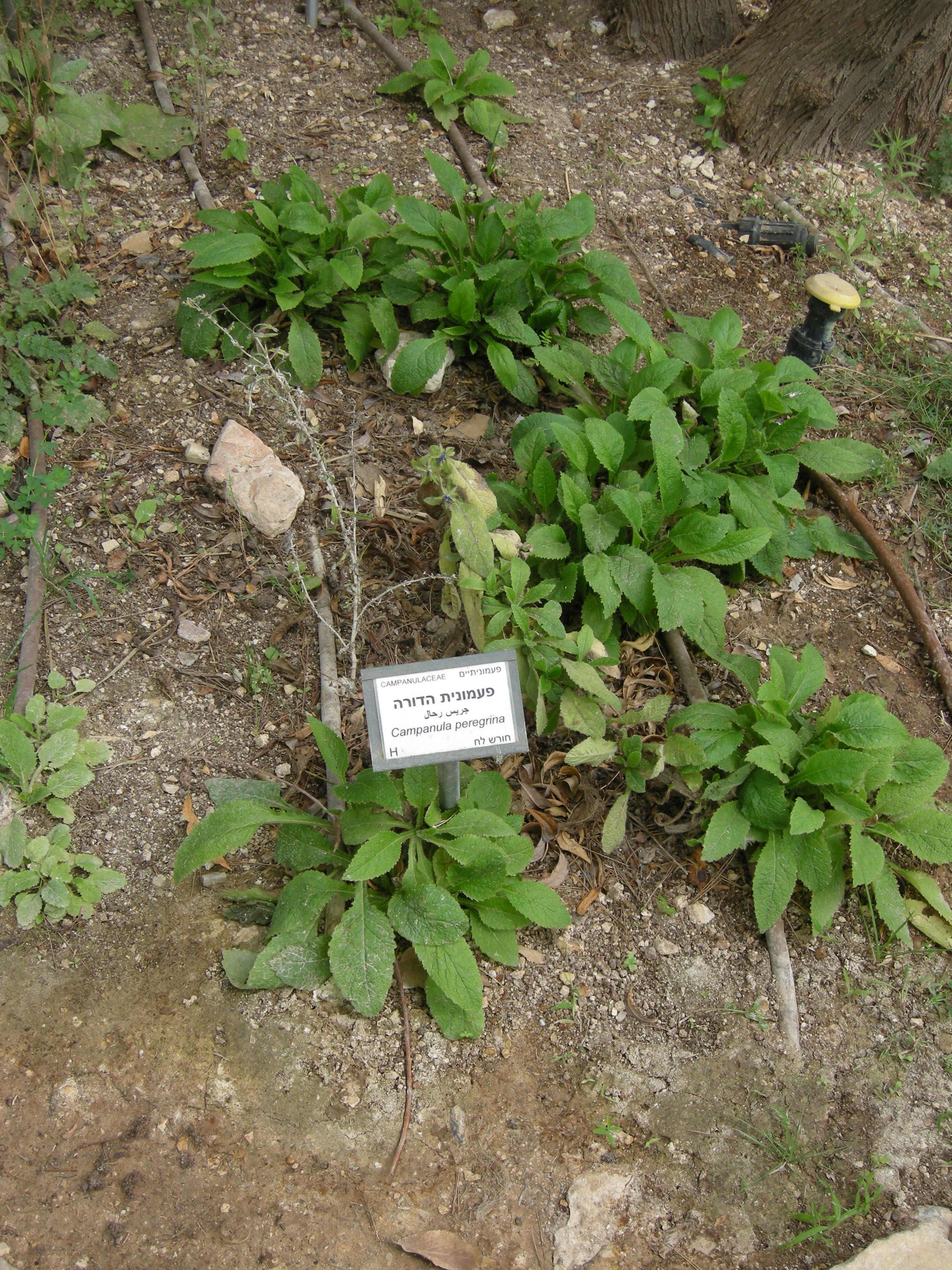